# Сара Барелис
Сара Бет Барелис (енгл. Sara Beth Bareilles; 7. децембар 1979) америчка је певачица, текстописац, глумица и аутор.
Сара је постала позната 2007. године захваљујући песми „Love song”. Од тада, Сара је продала више од милион албума на територији Сједињених Америчких Држава, имала шест Греми номинација, од којих је једна била за албум године и односила се на албум „The Blessed Unrest”, била судија на такмичењу у емисији „The Sing-off”,  написала мемоаре који се зову „Sounds Like Me: My Life (So Far) in Song” који су објављени 2015. године, као и добила награду Уједињених нација подовом Дана женског предузетништва новембра 2017. године.

## Детињство и младост
Сара Барелис је рођена и одрасла у месту Јурика у Калифорнији, као једна од три ћерке Бони Халворсен и Пола Барелиса. Има и једну полусестру која се зове Мелоди. Порекло јој је италијанско, енглеско, немачко, португалско и француско. Поред енглеског, прича и италијански и у Италији је провела годину живећи. Одгајана је у складу с начелима католицизма. Након што је 1998. завршила средњу школу студирала је комуникологију на Универзитет Калифорније у Лос Анђелесу. Сара и чланови бенда Maroon 5 су се знали пре него што су се они и Сара прославили.

## Каријера
Након што је дипломирала 2002. године, Сара је почела да наступа у локалним баровима и клубовима. Појавила се 2004. у филму „Girl Play” где је извела нумеру „Undertow”.
У јануару 2004. издала је свој први албум „Careful Confessions”. Убрзо потписује уговор са Епик Рекродс издавачком кућом, те остатак 2005. и 2006. годину махом проводи компонујући и пишући текстове за наредни албум. У овом периоду наступа као предгрупа за многе познате извођаче попут Џејмс Бланта, Мику, Maroon 5...
У јуну 2007. године њена песма „Love song” доспева на листе, а следећег месеца излази Сарин нови албум „Little Voice”. Песма је доживела велики успех и Сара је већ почетком 2008. била позвана да их изведе уживо у пар емисија. Музички спот је режирао Џош Форбс, а у споту се појавио британски глумац Адам Кембел. Године 2010. албум на ком се ова песма налази је достигао платинасто издање према Америчком удружењу дискографских кућа. Сара је 2008. била на турнеји с групама Maroon 5 и Каунтинг кроус. Почетком 2009. године одржала је још једну турнеју на ком је промовисала сингл "Gravity".
Њен следећи албум изашао је 2010. године под називом „Kaleidoscope Heart” након дужег периода током којег је имала блокаду када је у питању компоновање и писање песама. Овај албум настао је у сарадњи са Фарелом Вилијамсем, члановима групе Визер и Ахмиром Томпсоном, познатијим као Квестлoв. Први сингл с овог албума зове се "King of Anything" и своју радио премијеру у Сједињеним Америчким Државама доживео је у мају 2010. године. Након издавања албума, Сара одлази на турнеју до краја године, ради промоције, и сви наступи бивају распродати.
Крајем 2011. године прикључује се трећој сезони емисије „The Sing-Off” где замењује Никол Шерзингер и прикључује се Бен Фолдсу и Шон Стокмену. Убрзо након што се прикључила емисији, Сара је објавила да ради на EPу са колегом Бен Фолдсом који је изашао у мају 2012. године.
У марту је изашао њен документарац који је снимила док је волонтирала у Јапану поводом земљотреса и цунамија који се догодио у Тохокуу 2011. године. Током 2013. године преселила се у Њујорк. Следећи албум „The Blessed Unrest” објавила је у јулу 2013. године.
Јануара 2014. Сара је имала прилику да наступи на свечаности поводом доделе Греми награда заједно са Керол Кинг, а недуго потом на другом догађају заједно са Елтон Џоном. Током лета је уследила турнеја ради промоције албума током које је посетила 24 града. Исте године певала је и приликом доделе Еми награда у августу.
Августа 2015. године почело је приказивање мјузикла у коме је Сара учествовала који је римејк мјузикла из 2007. године „Waitress”.
Октобра 2015. објављена је њена књига „Sounds Like Me: My Life (So Far) in Song”.
Сарин пети студијски албум на којем је радила целе године „What's Inside: Songs from Waitress” изашао је у новембру 2015. године.
Имала је прилике да се опроба и на Бродвејској сцени управо у извођењу претходно поменутог мјузикла у марту 2017. године, а потом и почетком 2018.
У јуну 2018. године Сара је била водитељка приликом доделе Тони награда заједно са Џош Гробаном. Крајем 2018. године се очекује њен наредни албум, чији је сингл „Armor” изашао у октобру 2018. године.

## Музика
Сара Барелис се често упоређује с уметницима попут Били Џоела, Реџине Спектор и Фионе Епл због њених гласовних могућности и коришћења клавира приликом извођења. Сама је описала своју музику као „поп соул базиран на клавиру”, а за своје узоре навела је певаче попут Ете Џејмс и Сем Кука. Често је хвале због талента за писање песама и то посебно то „што у својим песмама комбинује рањивост и мудрост у текстовима који искрено говоре о везама из женске перспективе” те да је „њен глас за писање само њен.”

### Чланови бенда
Првобитни чланови бенда са којима је Сара наступала били су:
- Хавијер Дан - гитара и вокали
- Данијел Рајн - басиста
- Џош Деј - бубњеви, пратећи вокали

Сара се пријатељски растала са члановима првобитног бенда у 2013. години да би кренула у новом правцу. Неко време је наступала сама, да би убрзо оформила нови бенд који се састоји од:
- Рич Хинмен - гитара
- Стив Гулд - бубњеви
- Крис Морисеј - бас
- Кара Фокс и Кристина Кортин - жичани инструменти
- Мисти Бојс - клавијатуре

### Сарађивање са другим уметницима
Сара је сарађивача са многим познатим певачима, певачицама и бендовима. Године 2009. снимила је дуетску песму са бендом ОнеРепублик која се зове „Come Home". Наступила је и у финалу треће сезоне ситкома 30Rock заједно са колегама Мери Џеј Блајџ, Шерил Кроу, Нором Џоунс и Елвис Костелом. За породицу Обама је наступала неколико пута током Бараковог председничког мандата. Снимила је песму са Сет Мекфарланом „Love Won't Let You Get Away" која се налази на његовом албуму. Такође, певала је заједно са Џон Меклолином „Summer is Over".

## Лични живот
Сара је претходно била у дугогодишњој вези са чланом бенда и гитаристом, Хавијер Даном, до 2013. године. У августу 2015. године, Сара је упознала глумца Џо Типета, током учествовања на пројекту „Waitress” и касније су започели везу.
Сара себе дефинише као „дефинитивно неку врсту феминисткиње” и залаже се за права особа хомосексуалног опредељења.

## Дискографија
- Careful Confessions (2004)
- Little Voice (2007)
- Kaleidoscope Heart (2010)
- The Blessed Unrest (2013)
- What's Inside: Songs from Waitress (2015)